# زين العابدين خان الكرماني
زين العابدين بن كريم خان الكرماني (1276 هـ - 1360 هـ). هو رجل دين شيعي إيراني كان مرجع الشيخيَّة الكرمانيَّة تولَّى زعامة الشيخيَّة الكرمانيَّة بعد أبيه كريم خان الكرماني وأخيه الأكبر محمد بن كريم خان الكرماني، وهم جماعة من الشيعة الإثني عشريَّة ويختلفون مع عموم الشيعة في بعض الأمور.(1)
وكانت ولادة الكرماني في السابع من شهر رجب 1276 هـ، وقد توفيَّ والده وله من العمر اثنتا عشر سنة، فكفله أخوه محمد خان الكرماني، وابتدأ في سنٍ مبكرة تعلم مقدِّمات العلوم الحوزويَّة على أخيه وغيره من رجال الدين.

## معارضته
تعرَّض الكرماني للمعارضة كسلفه من عموم الشيعة المعارضينن للشيخيَّة، فمن ذلك ما حدث حين زيارته للعراق سنة 1331 هـ / 1912 م، فقد أُثير الوضع عليه وكثرت احتجاجات طلبة الحوزات عليه، وعُقدت اجتماعات ومجالس لبحث الموقف منه وما يجب أن يُتخذ في شأنه غير أنَّ تدخل المرجع الشيعي الأعلى في ذلك الوقت محمد كاظم الطباطبائي اليزدي أوقف تلك الحملة المعارضة إذ تصدَّى للدفاع عن الكرماني وأمر بكف الأذى عنه وإلغاء أي تجمع وعمل ضده، وجرى مثل ذلك عليه أثناء زيارته لمشهد سنة 1335 هـ/ 1916 م.

## مؤلفاته
ترك الكرماني تراثاً ضخماً وفقاً لما ذكره آل الطالقاني حيث ذكر أنه آثاره تحتوي مئة وثمانٍ وثلاثين رسالة، وعشر فوائد، ومراسلتين، ومقالة واحدة، ومئة وإثنين وأربعين درساً، وسبع مواعظ، ومجموع كل ذلك مئة وسبعٍ وخمسين مجلَّداً.

## الهوامش
- 1 - الشيخيَّة جماعة من الشيعة الإماميَّة نُسبوا إلى أحمد بن زين الدين الأحسائي ومن بعده كاظم الرشتي، والشيخية ينقسمون إلى قسمين؛ الأُسكوئيَّة وهم من اتَّبعوا حسن گوهر الحائري بعد الرشتي، والكرمانية وهم من اتبعوا كريم خان الكرماني. وقد تضاربت أقوال بقية الشيعة في الشيخية بفرقتيها.